# Glossaire de l'œnologie
Ce glossaire donne des définitions simples des principaux termes utilisés en œnologie, c'est-à-dire tout ce qui touche de près ou de loin à la filière viti-vinicole et à la culture du vin (dégustation, conservation et consommation du produit fini). Les termes propre à la culture de la vigne étant listés dans le glossaire de la viticulture.
- Haut – A
- B
- C
- D
- E
- F
- G
- H
- I
- J
- K
- L
- M
- N
- O
- P
- Q
- R
- S
- T
- U
- V
- W
- X
- Y
- Z

## A
- Acide citrique : présent dans les raisins de tout cépage et en plus grande quantité dans les moûts concentrés par la pourriture ou le passerillage. Les teneurs en acide citrique des vins sont très variables, ils sont surtout présents dans les vins blancs.
- Acide lactique : au cours de la fermentation malolactique, l'acide L-malique, naturellement contenu dans le vin, est dégradé en acide L-lactique sous l'action de bactéries.
- Acide malique : naturellement présent dans les pommes (genre Malus) et dans le raisin, il contribue à donner à la plupart des vins leur goût acidulé.
- Acidité volatile : acidité exogène d'une solution aqueuse de glucides comme le moût. Elle est mesurée par un taux d'acide acétique et d'acétates dans les boissons alcoolisées résultant directement d'une fermentation alcoolique, et éventuellement complétée d'une fermentation malolactique.
- Amertume : saveur donnant un aspect végétal au vin
- Ampélographie : science étudiant les vignes et les cépages.
- Appellation d'origine contrôlée (AOC) : Appellation d'Origine Contrôlée. Label officiel qui protège et garantit l'origine géographique du vin.
- Appellation d'origine vin de qualité supérieure (VDQS) : ancienne catégorie de vins français ayant existé jusqu'au 31 décembre 2011.
- Arôme : odeur ressentie lors de la dégustation émise par le vin, au nez et en bouche.
- Astringence : qualité d'un vin dont les tanins dessèchent désagréablement la bouche. Seuls les vins rouges peuvent être astringents.
- Assemblage : mélange de différents lots de vin d'un même millésime, issus du même cépage ou de cépages différents, d'un ou de plusieurs territoires ou parcelles.

## B
- Barrique : fût en bois (généralement de chêne) servant à élever et conserver le vin.
- Bâtonnage : remise en suspension des levures mortes et des résidus de raisins dans la cuve. Opération de vinification permettant la complexification des arômes et le renforcement de la charpente du vin.
- Bentonite : argile colloïdale utilisée dans l'industrie alimentaire pour clarifier les vins.
- Blanc d'œuf : l’albumine d’œuf est une colle protéique est utilisée pour assouplir les vins rouges tanniques.
- Boisage : phénomène par lequel le vin stocké dans des barriques de chêne prend le goût du bois.
- Bonde : trou par lequel le vin est introduit dans le tonneau.
- Bouchon à vin : accessoire utilisé pour fermer  les bouteilles de vin.
- Bouille : hotte utilisée pour la vendange.
- Bourbes : résidus indésirables subsistants dans le moût constitués de fragments de pellicules, de pépins, de rafles, d'impuretés.

## C
- Capsule à vis (ou bouchon à vis) : permettant de fermer hermétiquement les bouteilles en verre comportant un col fileté.
- Cave coopérative de vinification : association de producteurs d'une région viticole. Ces structures collectent les raisins apportés par leurs adhérents, les vinifient et se chargent de la commercialisation des vins.
- Centrifugation : méthode consistant à clarifier le vin en séparant les éléments solides du liquide par la force centrifuge.
- Cépage : variété (ou cultivar) de vigne cultivée (Vitis vinifera), caractérisée par un génome et par des caractéristiques particulières de son phénotype et de sa biologie.
- Chai (viticulture) : lieu où sont entreposés les fûts ou les barriques.
- Chaptalisation: ajout de sucres dans la cuve où fermente le moût. Cette action permet de relancer la formation d'éthanol et ainsi augmenter la teneur en alcool du vin.
- Chêne ː bois de chêne utilisé pour faire les barriques dans lesquelles on fait vieillir le vin
- Clarification : opération consistant à rendre limpide un liquide qui contient des particules en suspension.
- Cliquage ou macro-oxygénation : technique de vinification consistant à oxygéner le vin en quantité connue de façon ponctuelle et relativement massive.
- Collage : ajout d'une protéine dans la cuve où ferment le moût. Cette protéine provoque la précipitation des matières responsables du trouble dans le moût. C'est une étape nécessaire dans le processus de vinification garantissant l'obtention d'un vin limpide et clair.
- Coupage ou adultération : pratique, pouvant être frauduleuse, consistant à ajouter un produit de moindre valeur au produit déclaré.
- Cuvaison : période durant laquelle le moût et les parties solides du raisin séjournent ensemble dans la cuve de fermentation (concerne l'élaboration du vin rouge).
- Cuve : contenant dans lequel se réalise la fermentation alcoolique pouvant être en inox, bois, résine ou béton. Le vin y évolue pendant quelque temps avant d'être embouteillé. L'élevage en cuve est moins onéreux que celui en barriques.
- Cuvée : quantité de vin contenu dans une cuve.

## D
- Débourbage : clarification d'un moût par élimination des bourbes (résidus végétaux solides produits par le pressurage du raisin)
- Décanter : action consistant à éliminer les dépôts formés dans un vin devant être réalisée juste avant la dégustation.
- Déclaration récapitulative mensuelle (DRM) : document administratif français permettant aux entrepositaires de vin (vignerons, viticulteurs, négociants, caves coopératives) de déclarer auprès des douanes la quantité de vin qui est entrée ou sortie de leur cave.
- Dégorgement: procédé consistant à ôter le sédiment d'une bouteille dans la production d'un vin mousseux.
- Domaine viticole : domaine rural voué à la viticulture qui comprend un ou plusieurs vignobles.

## E
- Effervescence : bulles et mousse présentes dans le vin.
- Effluents viticoles : ensemble des rejets liés à la transformation du vin.
- Élevage du vin : étape optionnelle de l'élaboration de certaines boissons alcoolisées et de certains vinaigres, précédant généralement un ultime assemblage avant la mise en bouteille.

## F
- Fermentation alcoolique : processus biochimique par lequel des sucres (glucides, principalement le glucose) sont transformés en alcool (éthanol) dans un milieu liquide, privé d'air.
- Fermentation malolactique : en abrégée « FML » ou « malo » : transformation de l'acide malique en acide lactique par l'intermédiaire de bactéries anaérobies. Elle se traduit par une diminution de l'acidité permettant une stabilisation et un assouplissement du vin, particulièrement recherchés pour la vinification en rouge.
- Filtration : passage d'un vin à travers un filtre pour en éliminer les particules.
- Flash détente : processus consistant à chauffer une vendange fraîche, qui est ensuite traitée sous vide favorisant ainsi l’extraction des composés du raisin.
- Foudre : tonneau pouvant contenir près de 1000 litres.
- Foulage : opération visant à faire éclater les grains de raisin pour en extraire le jus, ce sans presser les pépins.
- Fût : contenant de forme cylindrique destiné au transport ou à la conservation de différents produits. Dans le cas du vin on parle d'un tonneau.

## G
- Gazéification : permet d'obtenir un vin effervescent, c'est-à-dire un vin contenant une concentration en dioxyde de carbone dissous (CO2) suffisante pour produire bulles et mousse à l'ouverture de la bouteille quand la pression chute soudainement. L'éclatement physique des bulles combiné à l'acide carbonique dissous engendre une sensation de picotement une fois en bouche. Il se distingue ainsi par rapport aux vins dits tranquilles.
- Gélatine : parfois utilisée dans la production du vin pour la clarification par collage.
- Goût de bouchon : terme décrivant un groupe d'odeurs rappelant le liège, la poussière, le moisi et de goûts indésirables trouvés dans le vin. On dit alors que le vin est bouchonné.

## H
- Hybrides producteurs directs ou (HPD) : familles de cépages créés par croisement entre la vigne européenne (Vitis vinifera) et vignes américaines (Vitis labrusca, Vitis riparia, Vitis rupestris…)

## J
- Jus clair : obtenu par débourbage; c'est-à-dire par clarification d'un moût (le jus de raisin) avant sa fermentationen éliminant les bourbes (les résidus végétaux solides produits par le pressurage du raisin). C'est une étape dans l’élaboration des vins blancs et rosés.
- Jus de raisin : liquide obtenu par extraction de la pulpe des baies de raisin, consommable tel quel mais appelé moût s'il est destiné à être fermenté en vin,

## L
- Levure : terme générique désignant les micro-organismes transformant le sucre en alcool.
- Levurage : opération destinée à démarrer une fermentation alcoolique contrôlée d'un moût en l'ensemençant avec des levures.
- Lie : sédiment dû aux cellules de levure mortes qui se rassemblent au fond de la cuve ou du fût lorsque la fermentation est terminée.
- Liqueur de dosage ou liqueur d'expédition ou dosage : mélange de vin et de sucre provenant généralement de la canne à sucre ou de la betterave utilisé dans l'élaboration du champagne et de certains vins mousseux.
- Liqueur de tirage : mélange de vin, de sucre et de levures ajouté au vin tranquille pour déclencher une seconde fermentation dans la production de vin mousseux.

## M
- Macération : mélange des peaux des raisins, des pépins et des jus avant que ne débute la fermentation alcoolique.
- Macération carbonique : technique de vinification des vins primeurs, convenant également à l’obtention des vins de garde.
- Macération pelliculaire : opération de la vinification destinée à favoriser l'extraction des arômes et des précurseurs des arômes du raisin qui intervient dans l'élaboration du vin blanc et du vin rosé.
- Madérisation : transformation d'un vin pouvant se produire spontanément par oxydation en générant un arôme de rancio.
- Marc de raisin : ensemble des résidus secs issus du pressurage ou du foulage des raisins ainsi que de la cuvaison.
- Maturité du raisin : stade de développement nécessaire pour fixer la date des vendanges.
- Méthode « cuve close » :méthode permettant à un vin tranquille de devenir effervescent réalisée dans une cuve sous pression et non pas en bouteille.
- Méthode Champenoise : méthode d'obtention des vins effervescents consistant à faire refermenter un vin blanc ou un vin rosé en bouteille et auquel on ajoute une liqueur de tirage.
- Microbullage ou micro-oxygénation : technique d'élevage du vin consistant en une oxygénation mesurée du vin en cuve.
- Millésime : année de récolte des raisins servant à la production d'un vin.
- Mise en bouteille ou embouteillage : étape finale de l'élevage d'un vin pouvant comporter plusieurs opérations telles que transfert du vin, bouchage ou encapsulage, étiquetage,...
- Moût : jus de raisin non fermenté, destiné à devenir du vin.

## O
- Ouillage : opération consistant à refaire le niveau d'une cuve ou d'un fût pour compenser les pertes dues à l'évaporation.

- Oxydation du vin : phénomène naturel se produisant en présence d'oxygène de l'air qui modifie les qualités organoleptiques. L'oxydation peut être souhaitée, dans le cas de l'élevage et du vieillissement, ou de la madérisation ou non souhaitée car elle peut altérer le vin, dans le cas d'une oxydation prématurée, d'une casse oxydasique, ou du rosissement des vins blancs.

## P
- Passerillage : technique permettant d'enrichir le raisin en sucre en lui faisant perdre une partie de son volume en eau.
- Piqûre acétique : dégradation de l'éthanol en acide acétique et en acétate d'éthyle par des bactéries acétiques   provoquant une fermentation acétique à l'origine du vinaigre.
- Pigeage : technique consistant à enfoncer le marc en surface dans la partie liquide du moût.
- Pinardier : navire-citerne destiné au transport du vin en vrac.
- Pourriture noble : espèce de champignon (Botrytis cinerea), dont on favorise le développement pour obtenir certains types de vins de raisins surmûris.
- Pressoir : appareil de pressurage utilisé durant le processus de la vinification permettant d'obtientenir le moût, ou le vin nouveau.
- Pressurage ou pressage : opération mécanique consistant à presser le raisin ou tout autre fruit afin d'en extraire le jus.
- Prise de mousse : phase qui permet à un vin tranquille de devenir effervescent.

## Q
- Quercus suber : Chêne-liège dont l'écorce est utilisée pour faire les bouchons en liège.

## R
- Remontage : action consistant à prendre le moût ou le vin depuis le fond d'un contenant pour le renvoyer au sommet.
- Réserve : mention assez vague, non-réglementée en France, désignant souvent une cuvée de qualité supérieure au sein d'une gamme de vins. Cette désignation peut aussi vouloir distinguer une cuvée spéciale destinée à la garde.
- Ripasso : appellation désignant une refermentation du vin sur des lies d'Amarone et/ou du raisin passerillé.

## S
- Saignée : méthode historique de vinification en rosé.
- Sang de bœuf ou calitor : ancien cépage provençal assez peu répandu en France.
- Soutirage : changement de contenant pour éliminer les sédiments du vin.
- Stabulation  : technique de vinification permettant d’accroître l'expression des arômes par un contact jus-bourbes assez long.
- Sulfites : composés chimiques améliorant la conservation utilisés pour stabiliser et protéger le vin de l’oxydation et des bactéries.

## T
- Tannin : ensemble de composés variés issue de la baie de raisin et éventuellement de la rafle. Sans arômes ni saveurs, les tannins provoquent néanmoins une sensation tactile en bouche (assèchement du palais, resserrement des gencives).
- Tartre ou cristaux de tartre
- Tastevin  ou tasse de dégustation, tâte-vin, goûte-vin : récipient en métal, souvent en argent massif, permettant d'examiner un vin, de le sentir et de le goûter.
- Thermovinification : processus de vinification consistant à chauffer une vendange fraîche avant qu'elle soit pressée, et que les jus de goutte et jus de presse soient mélangés.
- Tirage : mise en bouteilles des cuvées d'assemblage auxquelles on ajoute une liqueur de tirage pour provoquer la deuxième fermentation et l'apparition des bulles.
- Tonneau : contenant utilisé pour l'élevage du vin. Le bois d'un tonneau est plus épais que celui d'une barrique et permet ainsi un vieillissement plus long.
- Tonnelet : petit tonneau

## V
- Vendange tardive : récolte des grappes volontairement retardée dans le cas de la production de certains vins tels que les sauternes.
- Vieillissement du vin : pratique pouvant améliorer la qualité du vin et qui distingue le vin de la plupart des autres biens consommables qui se dégradent en vieillissant..
- Vigne : individu ou population de Vitacées, en général de Vitis vinifera.
- Vin aromatisé : l'aromatisation du vin vise à améliorer un vin de qualité médiocre, ou à créer une boisson apéritive ou plus addictive.
- vin biologique ou vin bio : produit suivant le cahier des charges européen de l'agriculture biologique, tant pour la culture de la vigne que pour la vinification en cave.
- Vin blanc : produit par la fermentation alcoolique du moût des raisins à pulpe non colorée et à pellicule blanche ou noire.
- Vin bouchonné : terme décrivant un goût de bouchon rappelant le liège, la poussière, le moisi, soit un goût déplaisant.
- Vin de Champagne : vin effervescent français protégé par une appellation d'origine contrôlée provenant de la Champagne
- Vin chaud : boisson composée de vin, le plus souvent rouge, et d'épices et consommée principalement en hiver, et sucrée au miel ou avec un autre produit doux.
- Vin clair : vin ayant terminé sa fermentation et qui est prêt à être assemblé avec d'autres vins avant d'être mis en bouteille, où il redémarrera à nouveau sa fermentation pour « prendre mousse »
- Vin cuit :
  - Vin cuit (France) : vin artisanal obtenu par concentration du moût.
  - Vin cuit (Suisse) : produit à base de sirop concentré de fruits.
- Vin doux naturel (VDN) : vin muté obtenu par mutage lors de la fermentation alcoolique, le moût en cours de fermentation étant additionné d'alcool éthylique. Cela arrête la fermentation et permet de conserver le sucre résiduel fruité, tout en augmentant le titre alcoométrique volumique.
- Vin effervescent : vin contenant une concentration en dioxyde de carbone dissous (CO2) suffisante pour produire des bulles et de la mousse à l'ouverture de la bouteille.
- Vin fruité : vin dégageant des arômes primaires que l’on associe à de nombreux fruits frais. Ces arômes primaires sont liés directement aux cépages utilisés pour produire les différents vins.
- Vin de garde : vin pouvant vieillir plusieurs années en cave en se bonifiant.
- Vin de glace ou icewine : vin fait à partir de raisins récoltés gelés.
- Vin gris : variante du vin rosé, à macération très courte présentant une robe très claire.
- Vin jaune : vin de voile du vignoble du Jura. Vin sec de longue garde issu du cépage savagnin.
- Vin liquoreux : vin dont le taux de sucre résiduel est supérieur à 45 grammes par litre.
- Vin moelleux : vin dont la teneur en sucre est de l'ordre de 10 à 45 grammes par litre.
- Vin mousseux : idem vin effervescent.
- Vin muté : moût de raisin dont la fermentation alcoolique a été bloquée par mutage à l'alcool éthylique.
- Vin nouveau ou vin primeur : vin mis en vente presque immédiatement après la récolte, dès que la fermentation a eu lieu. On l'appelle aussi « vin nouveau », « vin jeune » ou « vin de l'année ».
- Vin orange : ou vin ambré : vin blanc de macération issu de cépages blancs. Le jus est laissé en contact avec les peaux, les pépins, voire parfois les rafles, pendant une durée plus ou moins longue.
- Vin de paille : liquoreux riche en arôme, obtenu à partir de grappes subissant le passerillage.
- Vin perlant : idem vin effervescent.
- Vin pétillant : idem vin effervescent.
- Vin rosé : produit issu de la fermentation alcoolique d’un moût obtenu par une macération pelliculaire préfermentaire maîtrisée de raisins noirs à jus blanc).
- Vin rouge : obtenu par la fermentation du moût de raisins noirs en présence de la pellicule, des pépins et éventuellement de la rafle.
- Vin sans soufre : non traité avec du dioxyde de soufre (ou anhydride sulfureux, SO2, sulfite, oxyde sulfureux) largement utilisé dans l'alimentation pour ses propriétés antiseptiques et comme antioxydant. Selon le type de vin, des quantités minimales sont toutefois acceptées.
- Vin sec : vin dont la teneur en sucres naturels est inférieure à 2 grammes par litre.
- Vin tranquille : vin qui ne forme pas de bulles lors de l'ouverture de la bouteille
- Vinification en rouge, en rosé, en blanc
- Vitis vinifera : espèce de plantes dicotylédones de la famille des Vitaceae produisant le raisin.
- Vitis labrusca dénommée vigne américaine ou vigne des chats : espèce de vigne cultivée pour ses fruits ayant un goût foxé. Plusieurs cépage tels que le Noah et Isabelle restent interdits pour un usage vinicole en Europe bien que largement cultivés dans le monde.